# کد نفخ
در برنامه‌نویسی رایانه، کد نفخ (به انگلیسی: code bloat) نوعی ایجاد کد برنامه (کد منبع یا کد ماشین) است که منابع را هدر می‌دهد، کد را دراز می‌کند یا کد را آهسته می‌سازد. کدهای نفخی می‌تواند به دلیل بی کفایتی زبان برنامه‌نویسی که کد به آن زبان نوشته شده‌است، ایجاد شود. همچنین ممکن است دلیل آن بی کفایتی کامپایلری که آن را کامپایل می‌کند یا بی کفایتی برنامه‌نویسی باشد که آن را نوشته‌است؛ بنابراین، درحالیکه کد نفخ معمولاً به اندازه کد منبع برمی‌گردند (یعنی توسط برنامه‌نویس ایجاد شده‌اند)، می‌تواند در عوض به سایز کد تولید شده یا حتی سایز فایل دودویی اشاره کند.

## مثال‌ها
در الگوریتم جاوااسکریپت که در ادامه می‌آید، تعداد زیادی متغیر اضافی، منطق غیرلازم، و اتصال رشتهٔ ناکارآمد وجود دارد.
```
// Complex

function
 
TK2getImageHTML
(
size
,
 
zoom
,
 
sensor
,
 
markers
)
 
{

    
var
 
strFinalImage
 
=
 
""
;

    
var
 
strHTMLStart
 
=
 
'<img src="'
;

    
var
 
strHTMLEnd
 
=
 
'" alt="The map"/>'
;

    
var
 
strURL
 
=
 
"http://maps.google.com/maps/api/staticmap?center=%22;

    var strSize = '&size='+ size;

    var strZoom = '&zoom='+ zoom;

    var strSensor = '&sensor='+ sensor;

    strURL += markers[0].latitude;

    strURL += "
,
"
;

    
strURL
 
+=
 
markers
[
0
].
longitude
;

    
strURL
 
+=
 
strSize
;

    
strURL
 
+=
 
strZoom
;

    
strURL
 
+=
 
strSensor
;

    
for
 
(
var
 
i
 
=
 
0
;
 
i
 
<
markers
.
length
;
 
i
++
)
 
{

        
strURL
 
+=
 
markers
[
i
].
addMarker
();

    
}

    
strFinalImage
 
=
 
strHTMLStart
 
+
 
strURL
 
+
 
strHTMLEnd
;

    
return
 
strFinalImage
;

};

```

منطق مشابه می‌تواند به صورت موثرتر به صورت زیر بیان گردد:
```
// Simplified

const
 
TK2getImageHTML
 
=
 
(
size
,
 
zoom
,
 
sensor
,
 
markers
)
 
=>
 
{

    
const
 
[{
 
latitude
,
 
longitude
 
}]
 
=
 
markers
;

    
let
 
url
 
=
 
`http://maps.google.com/maps/api/staticmap?center=$%7B latitude },
${
 
longitude
 
}
&size=
${
 
size
 
}
&zoom=
${
 
zoom
 
}
&sensor=
${
 
sensor
 
}
`
;

    
markers
.
forEach
(
marker
 
=>
 
url
 
+=
 
marker
.
addMarker
());

    
return
 
`<img src="
${
 
url
 
}
" alt="The map"/>`
;

};

```